# Joe Lynn
Joseph Lynn, detto Joe (Seaton Sluice, 31 gennaio 1925 – South Tyneside, giugno 1992), è stato un calciatore inglese, di ruolo centrocampista.

## Carriera
Dopo aver giocato nei semiprofessionisti del Cramlington nel 1947 si è trasferito nella prima divisione inglese all'Huddersfield Town; dopo aver trascorso in rosa con la prima squadra le stagioni 1947-1948 e 1948-1949 (nelle quali non ha però giocato nessuna partita di campionato), fa il suo effettivo esordio con i Terriers il 21 gennaio 1950 nella ventottesima giornata di campionato, persa per 4-0 sul campo del Portsmouth; gioca poi anche le successive quattro giornate, l'ultima delle quali (la sconfitta per 2-1 del 4 marzo 1950 sul campo del Birmingham City) è anche la sua ultima presenza in carriera con il club, che a fine stagione lascia per andare a giocare in terza divisione all'Exeter City, con cui segna 2 reti (le sue prime in carriera da professionista) in 29 presenze durante la stagione 1950-1951.
Nell'estate del 1951 lascia i Grecians per accasarsi sempre in terza divisione al Rochdale: rimane con il club nerazzurro per le successive cinque stagioni, tutte disputate in questa categoria, nella quale gioca da titolare fisso, totalizzando complessivamente 193 presenze e 23 reti in incontri di campionato; va poi a chiudere la carriera con i semiprofessionisti dei Blyth Spartans.
In carriera ha totalizzato complessivamente 227 presenze e 25 reti nei campionati della Football League.